# Осфрадий
Осфрадий (на латински: osphradium и на гръцки: οσφραίνομαι – душа, надушвам) е орган на обонянието и по-точно на химически усет, разположен в мантийната празнина на мекотелите в близост до хрилете, където постъпва вода. Образуван е от специализирани чувствителни епителни клетки. Предполага се, че изпълняват и осмотична и механорецепторна функция. Развит е при миди, охлюви и главоноги. Органът е откриван и при някои хитони, а при сухоземните охлюви е редуциран.